# 严忠嗣
严忠嗣（？—1273年），泰安州长清县人，元朝政治人物。严实的第三子。

## 生平
1255年，严忠嗣担任东平路行管军万户。多次跟著哥哥严忠济领兵去攻打宋朝。中统4年（1263年），召入京师，免职在家闲居。至元十年（1273年），严忠嗣去世。

## 延伸阅读
[在维基数据编辑]
 《新元史/卷137》，出自柯劭忞《新元史》